# 凉菜

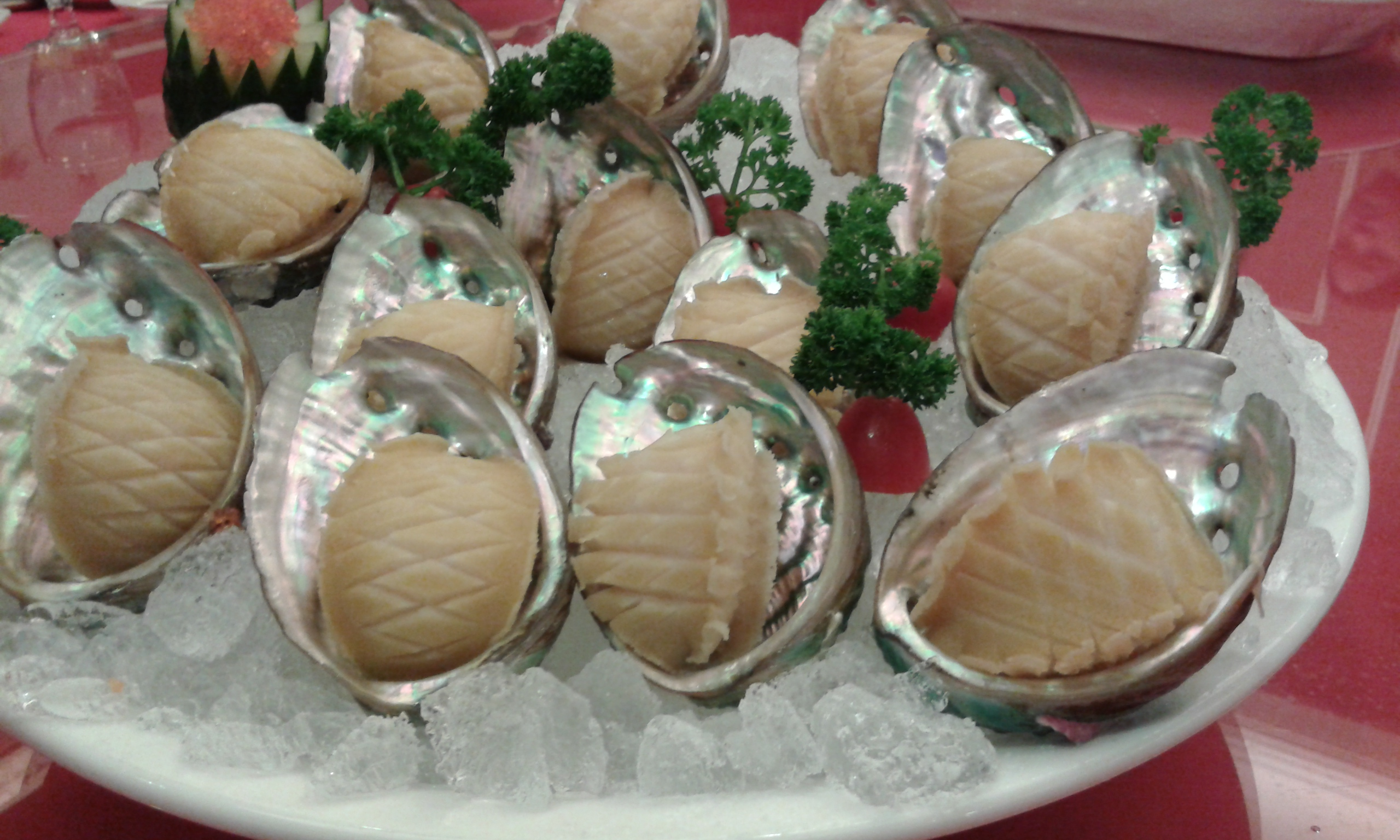
一份九孔冷盤

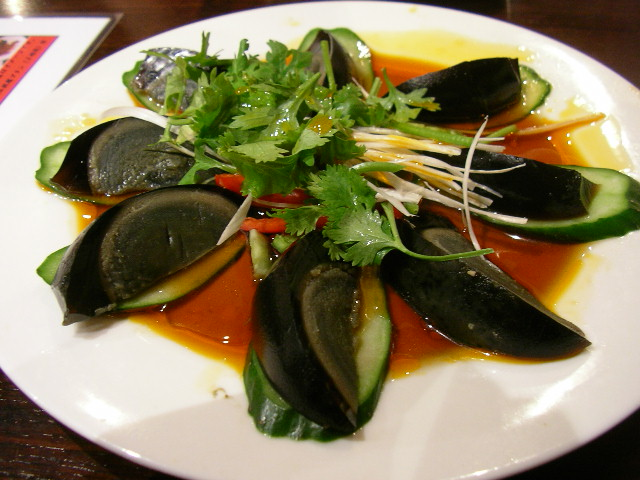
凉拌皮蛋黄瓜

凉菜，又称冷盘或冷菜，广义上指任何温热或冷却后上桌的菜，与之相对的称为热菜。
中国菜的正餐中，凉菜一般不与热菜一起食用，而是用来在开胃、佐酒或者便餐。材料经艺术性摆放的凉菜也称拼盘，兼有装饰性作用。
中国菜中，凉菜的主料可以是生或熟的蔬菜，以及烹熟冷却后的海鲜；极少数用生的动物成分。熟的蔬菜一般要保持一定的脆嫩口感。主料切成适宜的形状后，或者直接加调味料拌，或者加油炝拌，成为无汤，口味清爽不腻的菜肴。
拌制的凉菜常用调味品有：酱油、醋、花椒油、芝麻油、辣椒油、大蒜、芥末、糖、胡椒、味精、盐等。程序可分为：
- 按材料：生拌、熟拌、生熟拌。其中生熟拌因为混合了生和熟的原料，要特别注意食品卫生。
- 温拌、清拌等。